# Rəsul İbrahimov
Rəsul İbrahimov Məmmədiyyə oğlu (beim Weltschachbund FIDE Rasul Ibrahimov; * 13. August 1981 in Baku) ist ein aserbaidschanischer Schachspieler und -trainer. Er ist Trainer der aserbaidschanischen Frauennationalmannschaft und Sekundant von Şəhriyar Məmmədyarov.
Für die aserbaidschanische Nationalmannschaft spielend nahm er an den Mannschaftseuropameisterschaften 1999, 2001 und 2003 teil sowie an den Schacholympiaden 2002 und 2004. Vereinsschach spielte er in Aserbaidschan (für Veteran), dem Iran (Mannschaftsmeister 2005 und 2006 mit Tidewater Hormozgan) und der Türkei (gemeinsam mit Mircea Pârligras für Antalya Deniz Gençlik Spor Kulübü).
Den Titel Internationaler Meister erhielt er im Jahr 2000, Großmeister ist er seit August 2005. Die Normen für seinen GM-Titel erzielte er im Februar 2003 beim Open Valle d’Aosta in Saint-Vincent, bei einem Turnier in Aluschta im Juni 2004 sowie beim Dubai Open im April 2005. Seine bisher höchste Elo-Zahl war 2568 von Oktober 2008 bis März 2009.